# Anton Gindely

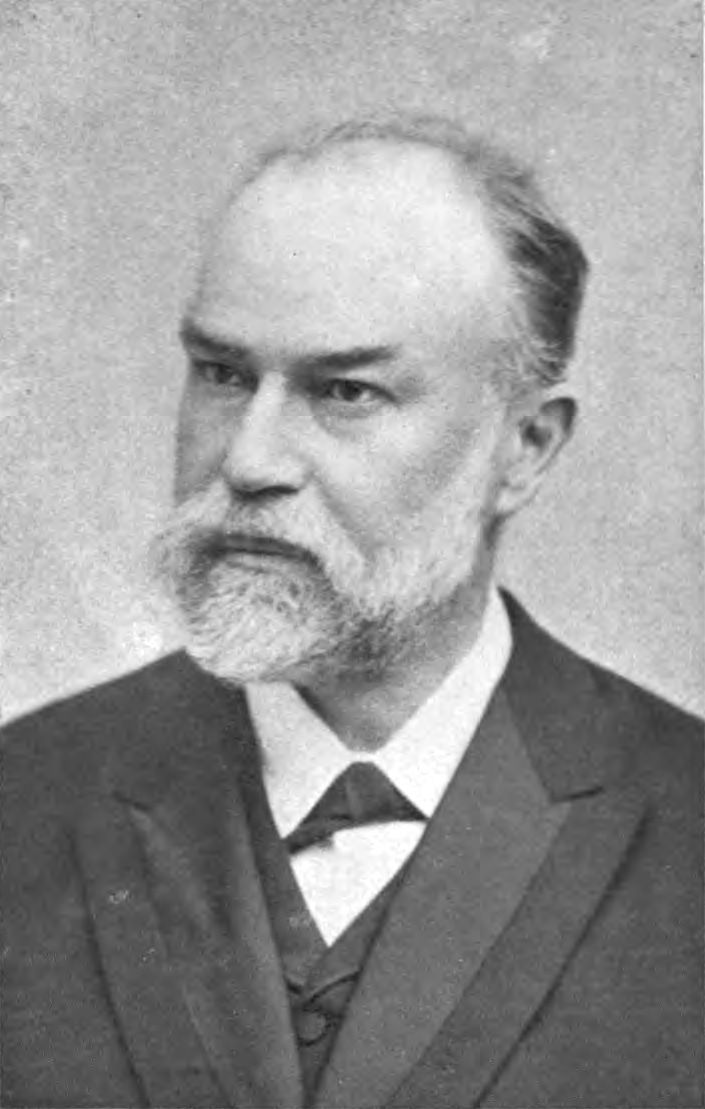
Anton Gindely

Anton Gindely, född 3 september 1829 i Prag, död där 27 oktober 1892, var en österrikisk historiker och arkivarie. Han föddes i Kejsardömet Österrike och dog i den senare statsbildningen Österrike-Ungern.
Gindely var från 1862 professor i historia vid Karlsuniversitetet i Prag och arkivarie vid böhmiska landsarkivet. Han utförde bland annat kritiska undersökningar över trettioåriga kriget (t.ex. rörande Albrecht von Wallenstein). Gindely utgav även Monumenta historiæ bohemicæ (1864–67).
Till hans åminnelse delas Anton Gindely-priset ut.
Bland hans arbeten märks Geschichte der böhmischen Brüder (1856–57), Rudolf II und seine Zeit (1862–65), en på ny källforskning stödd Geschichte des dreißigjährigen Krieges (första avdelningen, band 1-3, 1869–78; andra avdelningen, band 1, 1880), omfattande endast tiden till 1623, Waldstein während seines ersten Generalats (två band, 1886) och Die maritimen Pläne der Habsburger und der Theilnahme Kaiser Ferdinands II. am polnisch-schwedischen Kriege (i Wiens vetenskapsakademis "Denkschriften", 1890).